# Zhuji
Zhuji (chiń. upr. 诸暨; chiń. trad. 諸暨; pinyin Zhūjì) – miasto na prawach powiatu we wschodnich Chinach, w prowincji Zhejiang, w prefekturze miejskiej Shaoxing. W 2000 roku liczyło ok. 1,1 mln mieszkańców.